# 鏡音鈴、連
鏡音鈴、連（日语：鏡音リン・レン），是CRYPTON FUTURE MEDIA（下略作「CRYPTON」）以Yamaha的VOCALOID 2語音合成引擎為基礎開發販售的虛擬歌手軟件角色主唱系列的第二作，於2007年12月27日發售，并於2008年7月上旬發售更新版「act2」。兩個版本也是開放價格，官方估計該系列軟件實際價格約15,750日圓。延續前作初音未來的熱潮，鏡音鈴、連販售后大受歡迎，出现众多以此音源及形象创作的歌曲及MV。

## 軟件簡介
軟件使用了Yamaha的VOCALOID語音合成引擎。一般認為鏡音鈴、連的調整遠比初音未來困難。
2010年12月27日發售鏡音鈴、連 Append，追加6個不同音質（感情）的聲音資料庫，鏡音鈴、連各3個，分別為鏡音鈴的power、warm、sweet，以及鏡音連的power、cold、serious。需要有鏡音鈴、連主程式才能運作。
2014年12月27日，Crypton職員其一之Wat在推特表示鏡音鈴、連將升級為Vocaloid 4，同時也會增設英語聲庫。也會再更新act 1和Append的Power，提升控制的力度。此外，鏡音鈴、連V4X於2015年12月24日發售。

## 製作過程、命名、反應等

左為初版，右為act2版，注意袖套及上衣下襬之不同

鏡音鈴、連和初音未來一樣由KEI設計人物及繪畫，由在niconico動畫亦受歡迎的新人聲優下田麻美提供原聲，和初音未來同一時期錄音。下田以有活力的印象錄音，錄音時配合當時播放的音樂唱出一些無特別意義的片假名，過程分兩天進行，共花費八小時。但最初只錄下女聲，男聲在當時還在構想階段，2007年9月中旬才正式決定，並於同年9月28日錄音。女聲於2007年11月1日公開名字。
名字的漢字「鈴」有吸引別人注意的意思，姓氏「鏡音」則是「從鏡反射的聲音」和「自己在鏡中反映出來的異性」。主題上是「鏡中的世界」、「錯覺與現實交錯的世界交差點」。於11月7日，因含CV02介紹的《DTM MAGAZINE》2007年12月號提早發售而比官方更早公開姓氏和聲優。
設定上和镜音连沒有任何血緣關係，但鈴有時被人稱為「姐姐」。在同年12月3日，發表男聲「鏡音連」，運用了男聲女配。名字的「連」是「連接著的存在」之意，「鈴」（Rin）和「連」（Len）的英文寫法亦有「RL」（右和左）的意思。雖然鏡音鈴和連的姓氏一樣，但不是兄妹或姊弟，也沒有朋友的設定，官方並未給出兩人確切關係，這是因為CRYPTON想用戶有更大的創作空間；然而有不少人仍稱鈴和連為「雙子」、「姊弟」，官方的公認漫畫《廠商非正式 初音Mix》（事實上CRYPTON方面表示「這不會是官方的正式作品」，但版權屬於CRYPTON。）內的連也稱鈴為「姐姐」。
鈴和連的歌聲資料庫分開，製作經費比初音未來高，但鈴和連作為一套軟件發售，價格和初音未來差不多；這是因為初音未來的熱潮令電子音樂製作的初學者突然增多，而以15750日圓的價格對一般人來說較難購買（但在同類軟件中，這個價錢較低），所以CRYPTON決定軟件在和初音未來相同的價錢下，加入更多內容。軟件最後於12月11日製作完成，12月27日發售。適合演唱搖滾、電聲音樂、舞蹈、歌謠曲、演歌系的流行曲，在性別參數（GEN、Gender Factor）的調整性能比初音未來更高；倍音的成分亦比較複雜，但因此低音時有變成trance聲線的副作用。另外，在官方試聽曲公開前已在其他地方公開鈴和連的軟件效果。
2007年12月20日左右，鏡音鈴、連在音樂軟件的市場佔有率開始急速上升，最高升至62.2%並超過當時第一位的初音未來，在爆發冷靜下來後仍然有23.6%，至2008年7月23日共售出約20000套，至2009年10月27日共售出約25000套。而在NICONICO動畫上的影片，發售前已有約500段，截至2008年2月6日則超過4000段。另外，雖然創作熱潮於初音未來時開始，但亦有不少用戶由鏡音鈴、連時才開始使用，如在niconico動畫中被稱作的音樂製作者荒井洋明。
2008年5月26日，官方網站鏡音鈴、連的圖片開始「剝落」起來，兩日後，CRYPTON在第75回音樂資訊科學研究會 （页面存档备份，存于）中發表鏡音鈴、連的新版本「act2」。於6月12日正式在自己網站發表，新版本會改善音與音之間的順滑感和減少雜音，7月上旬發售，已購買舊版本的用戶則會免費收到更新資料片，預定發佈至9月20日。6月18日開始發表試聽曲。7月9日發表新圖片，在手部的機械處等有細微的改變。於7月11日決定於7月18日發售。

### 相关設定
|            | 鈴（，Rin）                               | 連（，Len）                               |
| ---------- | ----------------------------------------- | ----------------------------------------- |
| 性別       | 女                                        | 男                                        |
| 年齡       | 14歲                                      | 14歲                                      |
| 身高       | 152 cm                                    | 156 cm                                    |
| 體重       | 43 kg                                     | 47 kg                                     |
| 生日       | 12月27日                                  | 12月27日                                  |
| 擅長曲種   | 電子音樂 搖滾式流行曲 歌謠曲 演歌系流行曲 | 舞曲 搖滾式流行曲 歌謠曲 演歌系流行曲     |
| 擅長節奏   | 85～175BPM                                | 70～160BPM                                |
| 擅長音域   | F#3～C#5 ※註                              | D3～C#5                                   |
| Append類別 | power                                     | power                                     |
| 擅長曲種   | 各類搖滾、流行曲、舞曲、演歌              | 各類搖滾、流行曲、舞曲、演歌              |
| 擅長音域   | F3～B4                                    | A2～D4                                    |
| 擅長節奏   | 65～170BPM                                | 65～170BPM                                |
| Append類別 | warm                                      | cold                                      |
| 擅長曲種   | 抒情搖滾、流行曲、民歌、抒情曲            | 抒情搖滾、流行曲、民歌、抒情曲            |
| 擅長音域   | F3～B4                                    | B2～C4                                    |
| 擅長節奏   | 60～160BPM                                | 60～160BPM                                |
| Append類別 | sweet                                     | serious                                   |
| 擅長曲種   | 巴薩諾瓦、法語流行曲、氛圍音樂、電子音樂  | 後搖滾、迷幻音樂、氛圍音樂～Dub、電子音樂 |
| 擅長音域   | G3～C5                                    | A2～C4                                    |
| 擅長節奏   | 55～155BPM                                | 55～155BPM                                |

※註：原設定為E3～C#5，因製作人員認為E3的發聲不夠自然而提升一個大二度。

## 知名作品

### 镜音三大悲剧
惡之系列／惡之組曲
由mothy（悪ノP） （页面存档备份，存于）上載的原創歌曲，全收錄於商業CD《～～》中。
- 2008年4月6日上載《惡之娘》，由鏡音鈴主唱，截至2016年2月28日超過241萬人次觀看，是鏡音鈴第三首超過100萬人次觀看的歌曲。 2009年12月27日上載重編曲版 （页面存档备份，存于），截至2016年2月28日超過20.7萬人次觀看。
- 2008年4月29日上載《惡之侍從》，由鏡音連主唱，截至2016年2月28日有超過357.8萬人次觀看，是鏡音連第一首超過100萬人次觀看的歌曲，也是鏡音連第一首超過200萬人次觀看的歌曲。 2009年12月27日上載重編曲版 （页面存档备份，存于），截至2016年2月28日超過26.7萬人次觀看。
- 2008年5月25日上載《悔恨的訊息》（Regret Message），由鏡音鈴主唱，截至2016年2月28日有超過105.7萬人次觀看。 2008年12月27日上傳了歌謠版 （页面存档备份，存于），截至2014年1月24日有超過111.8萬人次觀看。
- 2008年12月27日上載《重生之日》（Re_birthday （页面存档备份，存于）），由鏡音連主唱，截至2016年2月28日有超過60萬人次觀看，作者已聲明此非惡之系列完結。
- 2010年8月3日上載《黃昏時的惡作劇》（Twiright Prank）由鏡音鈴及鏡音連合唱，截至2016年2月28日有超過29萬人次觀看。

囚人系列（囚徒／紙飛機）
由kalalalaj （页面存档备份，存于）上載的原創歌曲
- 2008年11月1日上載《囚徒》，由鏡音連主唱，截至2016年2月28日有超過62.5萬人次觀看。
- 2009年2月16日上載《紙飛機》，由鏡音鈴主唱，截至2016年2月28日超過55.4萬人次觀看。
- 2009年8月7日上載《序曲「分隔」》，由鏡音連主唱，截至2016年2月28日有近7萬人次觀看。
- 2010年2月5日上載《第一節「英雄」》，由鏡音連主唱，截至2016年2月28日有超過8.1萬人次觀看。
- 2010年9月12日上載《第二節「明日」》由鏡音鈴及鏡音連合唱，截至2016年2月28日有超過4萬人次觀看。

雪系列（soundless voice／proof of life／endless wedge）
由さも（ひとしずくP） （页面存档备份，存于）上载的原创歌曲
- 2008年10月19日上載《soundless voice （页面存档备份，存于）》（無聲的聲音），由鏡音連主唱，截至2014年1月24日有近68萬人次觀看。
- 2008年11月29日上載《proof of life （页面存档备份，存于）》（生命的證據），由鏡音鈴主唱（鏡音連有唱一些，但主要還是鏡音鈴），截至2014年1月24日超過36.3萬人次觀看。
- 2009年12月30日於C77發行個人專輯，收錄了前2作及《endless wedge》（无尽之楔），由鏡音连主唱。

### 於週刊VOCALOID排行榜獲得第一名的歌曲
| 期數                            | 統計日期                        | 曲名原文 （中文翻譯）                                            | 作曲/作詞/編曲 | 演唱                | 分數    | 備註 |
| ------------------------------- | ------------------------------- | ---------------------------------------------------------------- | -------------- | ------------------- | ------- | --- |
| 13 （页面存档备份，存于）       | 2007年12月24日 - 2007年12月31日 | （页面存档备份，存于）（鳥之詩）                                 |                | 鏡音連              | 289492  | 第一首非初音未來主唱的排行榜第一名歌曲。 |
| 14 （页面存档备份，存于）       | 2007年12月31日 - 2008年1月7日   | （页面存档备份，存于） （壓路機最速傳說）                        |                | 鏡音鈴              | 777754  | 鏡音代表物壓路機的出處。歌词改编自初音未来的《把你给MIKUMIKU掉♪》（）。曲中一段歌詞為演歌，凸顯了鏡音廣泛的歌曲種類。截至2014年1月24日有超過176萬人次觀看，是鏡音鈴第一首超過100萬人次觀看的歌曲。 |
| 15 （页面存档备份，存于）       | 2008年1月7日 - 2008年1月14日    | （页面存档备份，存于）                                           |                | 鏡音鈴              | 343873  | |
| 19 （页面存档备份，存于）       | 2008年2月4日 - 2008年2月11日    | （页面存档备份，存于） （的小鳥）                                |                | 初音未來 鏡音鈴     | 306491  | |
| 20 （页面存档备份，存于）       | 2008年2月11日 - 2008年2月18日   | （页面存档备份，存于） （經驗值上昇中☆）                         | 空耳P          | 初音未來 鏡音鈴、連 | 271674  | |
| 23 （页面存档备份，存于）       | 2008年3月6日 - 2008年3月10日    | （页面存档备份，存于）（心）                                     |                | 鏡音鈴              | 233245  | 排行榜第三首連續兩星期獲得第一名歌曲。 |
| 24 （页面存档备份，存于）       | 2008年3月10日 - 2008年3月17日   | （页面存档备份，存于）（心）                                     | 110004         | 鏡音鈴              |         | 排行榜第三首連續兩星期獲得第一名歌曲。 |
| 27 （页面存档备份，存于）       | 2008年3月31日 - 2008年4月7日    | （页面存档备份，存于）                                           | 一行P          | 鏡音鈴、連          | 145148  | 這首歌被認為是鏡音宣告與初音未来、KAITO、MEIKO競爭歌壇地位的歌曲。截至2014年1月24日有超過122萬人次觀看。                                                                                           |
| 33 （页面存档备份，存于）       | 2008年5月12日 - 2008年5月19日   | erase or zero （页面存档备份，存于）                             |                | 鏡音連 KAITO        | 126522  | 新上榜。 |
| 51 （页面存档备份，存于）       | 2008年9月15日 - 2008年9月22日   | Transmit （页面存档备份，存于）                                  | Dios/シグナルP | 鏡音鈴              | 130201  | |
| 53 （页面存档备份，存于）       | 2008年9月29日 - 2008年10月6日   | （页面存档备份，存于） （鏡音連的暴走）                          | cosMo(暴走P)   | 初音未來 鏡音鈴、連 | 230335  | 第八首連續兩星期第一位歌曲。 |
| 54 （页面存档备份，存于）       | 2008年10月6日 - 2008年10月13日  | （页面存档备份，存于） （鏡音連的暴走）                          | cosMo(暴走P)   | 初音未來 鏡音鈴、連 | 166941  | 第八首連續兩星期第一位歌曲。 |
| 55 （页面存档备份，存于）       | 2008年10月13日 - 2008年10月20日 | （页面存档备份，存于） （伴隨雨）                                | 秦野P          | 鏡音連              | 135695  | 鏡音連囊括本週頭三名位置。 |
| 56 （页面存档备份，存于）       | 2008年10月20日 - 2008年10月27日 | （页面存档备份，存于） （伴隨雨）                                | 秦野P          | 鏡音連              | 115157  | 第九首連續兩星期第一位歌曲。 |
| 58 （页面存档备份，存于）       | 2008年11月3日 - 2008年11月10日  | trick and treat （页面存档备份，存于）                           | OSTER Project  | 鏡音鈴、連          | 158315  | 由上载的原创歌曲。第十首連續兩星期第一位歌曲。 |
| 59 （页面存档备份，存于）       | 2008年11月10日 - 2008年11月17日 | trick and treat （页面存档备份，存于）                           | OSTER Project  | 鏡音鈴、連          | 81924   | 由上载的原创歌曲。第十首連續兩星期第一位歌曲。 |
| 65 （页面存档备份，存于）       | 2008年12月22日 - 2008年12月29日 | （页面存档备份，存于） （爐心融解）                              | iroha(sasaki)  | 鏡音鈴              | 553096  | 第十二首連續兩星期第一位歌曲。 |
| 66 （页面存档备份，存于）       | 2008年12月29日 - 2009年1月5日   | （页面存档备份，存于） （爐心融解）                              | iroha(sasaki)  | 鏡音鈴              | 241910  | 第十二首連續兩星期第一位歌曲。 |
| 68 （页面存档备份，存于）       | 2009年1月12日 - 2009年1月19日   | （页面存档备份，存于） （爐心融解）                              | iroha(sasaki)  | 鏡音鈴、連          | 164951  | 再次上榜。 |
| 69 （页面存档备份，存于）       | 2009年1月19日 - 2009年1月26日   | （页面存档备份，存于）                                           |                | 鏡音鈴、連          | 391257  | 翻唱《寒蟬鳴泣之時》的「YOU」。 |
| 77 （页面存档备份，存于）       | 2009年3月16日 - 2009年3月23日   | ～ stray girl in her lenses （页面存档备份，存于）（詛咒的眼鏡） |                | 鏡音鈴              | 217345  | 截至2010年10月10日有超過65萬人次觀看。收錄於商業CD《STARDOM 2》中。 |
| 79 （页面存档备份，存于）       | 2009年3月30日 - 2009年4月6日    | （右肩之蝶）                                                     |                | 鏡音鈴              | 244365  | 原版，秋赤音 （页面存档备份，存于）繪製，收錄於專輯《Vocaloanthems》。另有鏡音連版上榜。 |
| 84 （页面存档备份，存于）       | 2009年5月4日 - 2009年5月11日    | （右肩之蝶）                                                     |                | 鏡音連              | 271005  | 鏡音連版，這是該排行榜史上首次出現首次一首歌的兩個版本均登上第一的情況。收錄於專輯《Vocalogenesis》。                                                                                              |
| 89 （页面存档备份，存于）       | 2009年6月8日 - 2009年6月15日    |                                                                  | cosMo(暴走P)   | 镜音鈴              | 289715  | |
| 98 （页面存档备份，存于）       | 2009年8月10日 - 2009年8月17日   | （孤獨的盡頭）                                                   |                | 镜音鈴              | 311165  | NEGI製作動畫、繪圖。上傳3日即突破10萬觀看人次，截至2014年1月24日逾88萬人次觀看，收錄於Project DIVA Arcade大型機台 （页面存档备份，存于）。另外，該週排名前三的歌曲皆由鈴演唱。                     |
| 104 （页面存档备份，存于）      | 2009年9月21日 - 2009年9月28日   | （對二氯苯）                                                     |                | 鏡音連              | 359853  | 苯系列歌曲之一，被稱為「洗腦歌」。 |
| 129 （页面存档备份，存于）      | 2010年3月15日 - 2010年3月22日   | UNBALANCE （页面存档备份，存于）                                 | Dios/シグナルP | 镜音鈴              | 340487  | 收錄於專輯《VL-SCRAMBLE》、《VOCALO LOVERS feat.初音ミク》。 |
| 132 （页面存档备份，存于）      | 2010年4月5日 - 2010年4月12日    | （秘蜜〜黑之誓約〜）                                             |                | 镜音鈴、連          | 638903  | 與《》並收於專輯《STORIA》，也單獨收錄於《EndlessroLL》等專輯。另有同名小說。 |
| 134 （页面存档备份，存于）      | 2010年4月19日 - 2010年4月26日   | （憂鬱的心情）                                                   | Junky          | 镜音鈴              | 484570  | 以活泼轻快的旋律和镜音铃萌萌的“电音”而大受喜爱，截至2014年1月24日有超过240.5万人次观看。收錄於《-ProjectDIVA-f》。                                                                                 |
| 156 （页面存档备份，存于）      | 2010年9月20日 - 2010年9月27日   | （反氯苯）                                                       |                | 镜音鈴              | 1037148 | 苯系列歌曲之一，同樣被稱為「洗腦歌」。 |
| 161 （页面存档备份，存于）      | 2010年10月25日 - 2010年11月1日  |                                                                  |                | 初音未來 鏡音鈴     | 414878  | 鈴之助 （页面存档备份，存于）繪製。故事描述镜音铃對初音未来爱情期望落空的怜惜，由于尚未结局，后续仍耐人寻味。                                                                                      |
| 203 （页面存档备份，存于）      | 2011年8月15日 - 2011年8月22日   | （東京泰迪熊）                                                   | Neru           | 鏡音鈴              | 605206  | 原版，後另有鏡音連版本上榜。以黑暗忧郁的曲风和歌词著稱，是2011年度的热门曲目以及殿堂曲。收錄於專輯《Vocalocluster》。                                                                              |
| 217 （页面存档备份，存于）      | 2011年11月21日 - 2011年11月28日 | （深海地下城市）                                                 | 田中Ｂ         | 鏡音鈴              | 507013  | 歌曲以被污染的世界為背景。收錄於專輯《Vocalogemini》。 |
| 239 （页面存档备份，存于）      | 2012年4月23日 - 2012年4月30日   | （東京泰迪熊）                                                   | Neru、、       | 鏡音連              | 696872  | 鏡音連翻唱版。 |
| 258 （页面存档备份，存于）      | 2012年9月3日 - 2012年9月10日    |                                                                  | Neru           | 鏡音鈴、連          | 703364  | 截至2014年3月31日有逾100萬觀看次數。收錄於Neru major 1st full專輯《》。 |
| 284・226 （页面存档备份，存于） | 2013年3月4日 - 2013年3月11日    | （Lost one 的號哭）                                              | Neru           | 鏡音鈴              | 1275457 | 截至2014年4月7日有逾200萬人次觀看。收錄於Neru major 1st full專輯 《》。 |
| 292・234 （页面存档备份，存于） | 2013年4月29日 - 2013年5月6日    | sister's noise (FULL) （页面存档备份，存于）                     | non            | 鏡音鈴              | 543487  | 翻唱《科學超電磁砲S》OP《sister's noise》。 |
| 293・235 （页面存档备份，存于） | 2013年5月6日 - 2013年5月13日    | sister's noise (FULL) （页面存档备份，存于）                     | non            | 鏡音鈴              | 779971  | 翻唱《科學超電磁砲S》OP《sister's noise》。 |
| 330・272 （页面存档备份，存于） | 2014年1月20日 - 2014年1月27日   | （四季之羽）                                                     |                | 鏡音鈴、連          | 519470  | 以「白鶴報恩」（鶴の恩返し）為主題。鈴之助繪畫。 |
| 379・321 （页面存档备份，存于） | 2014年12月29日 - 2015年1月5日   | （廚病激發BOY）                                                  |                | 鏡音連              | 292888  | |

- 註：以上是不完全統計，未包括全部上榜的鏡音歌曲，亦不包括鏡音參與的大合唱歌曲。

### 其他知名歌曲

Append版的包装封面

- 雲的遺跡：2007年12月29日由yanagi （页面存档备份，存于）上载的原创歌曲，由镜音连主唱，截至2014年1月24日有超过52万人次观看。收录于商业CD《Vocalostar》中。
- 我的壓路機：2008年1月2日由名誉会長P （页面存档备份，存于）上载的原创歌曲，由镜音铃及镜音连合唱，截至2014年1月24日有超过81万人次观看。收录于商业CD《Vocaloanthems》中。次日上载歌词正常显示版 （页面存档备份，存于），截至2014年1月24日超过20万人次观看。
- Promise （页面存档备份，存于）（许諾）：2008年1月6日由samfree上载的原创歌曲，由初音未来和镜音铃合唱。截至2014年1月24日有超过34万人次观看，该曲以其轻快的旋律与治愈系的歌词广受喜爱，并在初音ミク2010年感谢祭（第33首）和初音ミク2012年3月9日最后的感谢祭（第21首）两次登台。为专辑收录的歌曲。
- 鈴鈴信号（Lingling Signal），2008年1月7日由twinkledisc上载，由Dios（シグナルP）制作的原创歌曲，由镜音铃和镜音连合唱。演唱会入选曲目，截至2014年2月20日已有超过68.1万人次观看。
- 心：2008年3月3日由トラボルタ （页面存档备份，存于）上載的原創歌曲，由鏡音鈴主唱，截至2014年1月24日有超過197萬人次觀看，是鏡音鈴第四首超過100萬人次觀看的歌曲。收錄於商業CD《Vocalostar》中。歌詞講述機械少女與科學家的故事，故事感人。其後，於2008年3月31日，ジュン （页面存档备份，存于）上載改編自「心」、由鏡音連主唱的歌曲《心•奇蹟》，由另一角度從頭來看「心」的故事。截至2014年1月24日有超過60萬人次觀看。2008年4月12日，十四連斬 （页面存档备份，存于）上載「心」及「心•奇蹟」的組合版 （页面存档备份，存于），截至2014年1月24日有超過3.3萬人次觀看。2008年6月2日，ばすてぃ （页面存档备份，存于）上載《「心」-數千年之後-》，由鏡音鈴主唱，將「心」的故事延續下去。截至2014年1月24日有超過4.2萬人次觀看。2011年1月24日，上傳利用歌手宇多田光聲音合成的版本《心》，在nico發表 （页面存档备份，存于），至2011年1月25日（一日之內）有10萬人次觀看，截至2014年1月24日有超過71.6萬人次觀看。
- 双子座：2008年3月7日由DixieFlatline上载的原创歌曲（sm2540481），由镜音铃和镜音连合唱。截至2014年3月12日已有超过51万人次观看。该曲是镜音铃和镜音连被称为“镜音双子”的起源，此曲的爆红也致使一些人以为镜音铃和镜音连都是双子座的。
- Fire◎Flower （页面存档备份，存于）（火•花）：2008年8月2日由halyosy （页面存档备份，存于）上载的原创歌曲，由镜音连主唱，截至2014年1月24日有超过182万人次观看。
- 苯系列：《苯》于2008年11月8日由上载，镜音连主唱，截至2014年1月24日有逾35万人次观看。其后，于2009年8月5日上载《硝基苯》，由镜音连主唱，截至2014年1月24日有逾31万人次观看。再于2009年9月19日上载《对二氯苯》，由镜音连主唱，截至2014年1月24日有逾289万人次观看，是镜音连第二首逾100万人次观看的歌曲。收录于商业CD《Vocalogenesis》中。2010年9月19日上载《反氯苯》，由镜音铃主唱，截至2022年6月29日有逾498万人次观看。收录于商业CD《Vocalonexus》中。
- 爐心融解（註：「爐心融解」意為）：2008年12月20日由iroha（sasaki）上载的原创歌曲，由镜音铃主唱、kuma作词、iroha（sasaki）作曲、制作动画、裏花火设计服装、三轮士郎制作Logo，截至2009年8月30日有超过266万人次观看，是镜音铃、连第一首超过200万人次观看的歌曲，也是镜音铃第二首超过100万人次观看的歌曲[35]。现在可以观赏的MV是重新上传的新版，旧版由原作者iroha（sasaki）删除，原因是旧版炉心融解MV遭疑似有心人士灌票，在点播次数、及MyList数（加入播放列表人数）灌水而得以稳定的分数登上《VOCALOID排行週刊》，因此原作iroha（sasaki）在第100回《VOCALOID排行週刊》自行删除影片，而重新于2009年8月30日由负责制作动画的代为上传新版，由于新版不是原作iroha（sasaki）上传，所以不再列入《VOCALOID排行週刊》之中，其MyList为全NICONICO动画之第二位，仅次于东方Project的《Bad apple!!》，新版截至2014年1月24日超过24万加入MyList数、超过476万人次观看，依照这样子的MyList，有观点认为當時並未發生惡意灌票。收录于商业CD《Vocalostar》中。2009年6月1日，cosMo（暴走P）上载炉心融解的重编曲版 （页面存档备份，存于），至2009年6月2日（一日之内）有10万人次观看，截至2014年1月24日有超过77万人次观看。收录于商业CD《Vocalolegend》中。
- ：DATEKEN於2009年2月5日上傳的中國風歌曲（歌詞為日文，動畫為中國風），收錄於商业CD《Vocalogenesis》。
- 伊呂波唄：2009年2月11日由上載的原創歌曲，由鏡音鈴主唱、作詞作曲、riria009繪圖、製作動畫，截至2014年1月24日有超過185萬人次觀看，是鏡音鈴第六首超過100萬人次觀看的歌曲。收錄於商業CD《Vocalogenesis》中。
- Synchronicity系列：《Synchronicity～第一章 搜尋妳的天空～》是於2009年2月25日由さも（ひとしずくP） （页面存档备份，存于）上載的原創歌曲，由鏡音連主唱，繪製，截至2014年1月24日有超過80萬人次觀看。其後，於2009年12月9日上載《Synchronicity～第二章 光與影的樂園～》，由鏡音鈴、連合唱，截至2014年1月24日有近70萬人次觀看。分別四年，最終章《Synchronicity～第三章 輪迴世界的鎮魂曲～》，由鏡音鈴、連合唱，於2012年12月19日上傳，收錄於商業CD《EndlessroLL》中，截至2014年1月24日有超過25萬人次觀看。
- 終末史曲系列：《終末史曲 第一章「新世紀」》是於2009年4月12日由kalalalaj （页面存档备份，存于）上載的原創歌曲，截至2014年1月24日有超過23萬人次觀看。其後，於2009年10月3日上載《終末史曲第二章「理想鄉」》，截至2014年1月24日有超過6.5萬人次觀看。再於2009年10月4日上載《終末史曲第三章「一絲祈望」》，截至2014年1月24日有超過11.8萬人次觀看。三個樂章均由鏡音連主唱。
- 多彩的旋律（colorful×melody），2010年7月2日由niconico动画频道上载的原创歌曲，由初音未来和镜音铃合唱， minato（流星P）作词，doriko作曲，OSTER project编曲。演唱会入选曲目，截至2014年2月20日有超过33.8万人次观看，为《初音ミク-ProjectDIVA-2nd-NONSTOP MIX COLLECTION》的收录曲。
- Lost One的號哭，2013年3月4日由Neru （页面存档备份，存于）投稿至niconico，2017年12月19日投稿至YouTube （页面存档备份，存于），由鏡音鈴主唱。歌曲講述因家庭出現問題而失去勇氣活下去的中學生「まもる」為關鍵線索，反映了機能不全的家庭下兒童虐待的問題及受害者的心境。尤其是主歌歌詞部分的排比歌詞，令人印象深刻，也因此令本曲成為鏡音鈴最著名的歌曲之一。截至2022年6月28日有超過850萬人次觀看，在YouTube上的播放量也超过了3497万。
- 逃避法律搖滾，2016年6月19日由Neru （页面存档备份，存于）投稿至niconico與YouTube （页面存档备份，存于），由鏡音連主唱。本曲的風格與Neru之前的作品都不同，毒性更強，搭配上りゅうせー製作的魔性又讓人眼花繚亂的PV，在短時間內獲得了大量人氣。被戲稱為2016年四大流氓之一。截至2022年6月28日，是niconico目前再生數最高的鏡音連solo曲，有超過590萬人次觀看，在YouTube上的播放量也超过了2231万。
- 病名为爱，2017年9月17日由Neru （页面存档备份，存于）投稿至niconico和YouTube （页面存档备份，存于），同日被转载到bilibili，引发网络爆红，一度成为bilibili上播放量最高的非中文VOCALOID歌曲，在YouTube上的播放量也超过了372万。
- Roki，2018年2月27日由みきとP （页面存档备份，存于）投稿至niconico和YouTube （页面存档备份，存于），由镜音铃和みきとP合唱。為2018年最火紅的VOCALOID曲，在發布後連續2日都排在NICONICO动画VOCALOID類視頻的全站第一，之後更是占據周刊VOCALOID & UTAU RANKING第一的位置達6次（第544至546期、第548期、第551期、第553期）之多，與《把你給MIKUMIKU掉》持平，並列為獲得周刊冠軍次數最多的曲目。截至2022年6月28日有超過886萬人次觀看，在YouTube上的播放量也超过了6087万。這首歌曲也在YouTube FanFest JAPAN 2018上由みきとP與歌手majiko共同演唱。
- 劣等上等，2018年7月13日由ギガ （页面存档备份，存于）投稿至niconico和YouTube （页面存档备份，存于），由镜音铃和鏡音連合唱，為MAGICAL MIRAI 鏡音鈴·連十周年紀念的主題曲。截至2022年6月28日，為ギガP再生數最高的歌曲，有超過611萬人次觀看，在YouTube上的播放量也超过了4072万。

## 官方試聽曲
| 初版           | 初版           | act2          | act2          |
| 鈴             | 連             | 鈴            | 連            |
| -------------- | -------------- | ------------- | ------------- |
| R-Side         | L-Side         | R-Side        | L-Side        |
| 1:02           | 1:07           | 1:02          | 1:07          |
| 2007年12月18日 | 2007年12月24日 | 2008年6月18日 | 2008年6月18日 |
| 試聽           | 試聽           |               |               |
| 合唱           | 合唱           | 合唱          | 合唱          |
| Stereo（）     | Stereo（）     | ACTION        | 夏季的海（）  |
| 1:16           | 1:16           | 1:10          | 1:18          |
| 2007年12月26日 | 2007年12月26日 | 2008年7月4日  | 2008年7月17日 |
| 試聽           | 試聽           | 試聽          | 試聽          |

| append                      | append                      | append                      | append                      | append                      | append                      | append                      | append                      |
| 鈴                          | 鈴                          | 鈴                          | 鈴                          | 連                          | 連                          | 連                          | 連                          |
| --------------------------- | --------------------------- | --------------------------- | --------------------------- | --------------------------- | --------------------------- | --------------------------- | --------------------------- |
| Startline（）               | Supersensitive              | Supersensitive              | 人魚公主（）                | pulse                       | Sanity                      | 月之歌（）                  | 音之斷片（）                |
| 1:59                        | 1:35                        | 1:35                        | 1:34                        | 1:45                        | 1:33                        | 1:29                        | 1:29                        |
| 2010年12月10日              | 2010年12月17日              | 2010年12月17日              | 2010年12月25日              | 2010年12月17日              | 2010年12月25日              | 2011年4月27日               | 2011年4月27日               |
| 試聽 （页面存档备份，存于） | 試聽 （页面存档备份，存于） | 試聽 （页面存档备份，存于） | 試聽 （页面存档备份，存于） | 試聽 （页面存档备份，存于） | 試聽 （页面存档备份，存于） | 試聽 （页面存档备份，存于） | 試聽 （页面存档备份，存于） |

## 鏡音的代表物
自鏡音鈴的形像發表後，因前作初音未來在改編作品Ievan Polkka （页面存档备份，存于）中「拿著葱」的知名，而產生「鈴應該配合甚麼物品」的議論。最初比較多人提倡「黃、橙色的蔬果」如香蕉、橘子、洋蔥等，但當時沒有一個物品有決定性的流行（後來兩人都有了各自的象徵物：鏡音鈴是橘子，而鏡音連是香蕉）。2007年12月1日，NICONICO動畫用戶loadorigin上載一段影片 （页面存档备份，存于），內容大約說鈴和黃色的壓路機相襯，而且壓路機的擬聲「WRYYYYYYYN!!!」（取自漫畫《JoJo的奇妙冒險》人物DIO的口頭蟬「URYYYYYYY!!!」）和鈴的名稱「（RIN）」相似。其後在CRYPTON為創作者開設的網站PIAPRO中出現大量以壓路機為題的圖片，NICONICO動畫也開始出現相關影片並流行起來，最後成為鈴（和連）的代表物品。其後在公認漫畫《廠商非正式 初音Mix》的第三話中出現鏡音鈴坐著壓路機的情節。

## 多媒體的展開
前作初音未來在網路上產生熱潮，當時有不少用戶希望CD化、動畫化、遊戲化，在2007年10月開始有一些企業向CRYPTON提議各種以角色為中心的企畫，包括電子遊戲、漫畫、人物模型。當鏡音鈴、連正式發表後，開始出現各種包含鈴和（或）連的企劃。
2007年10月25日，日本漫畫雜誌COMIC RUSH宣布：初音未來的原始設定者KEI將以其為主題開始連載漫畫《初音Mix！》，鈴和連在第2話開始登場。CRYPTON方面表示「這不會是官方的正式作品，並希望以儘量不波及或干涉到其他的世界觀為目標來製作。現階段也沒有依此動畫化的打算」。在正式開始連載時則把標題改成「廠商非正式 初音Mix」，但版權屬於CRYPTON。
Frontier Works於C73發售Fanbook「『初音未來』『鏡音鈴』CV系列 公認Fanbook 2007winter」。AXIA（Almighty X Item Amusement）和COSPA亦會發售關聯商品。在2008年的C74亦繼續發售精品。
網絡遊戲《釣魚天堂！》於2007年12月21日至翌年1月25日舉行以初音未來為中心的活動，於2008年1月再加入鏡音鈴，同樣是歌唱遊戲的主題曲《水滴》。
同年12月28日，NICONICO動畫舉行抽獎活動，抽選使用了初音未來的其中100個原創作品，中獎者會獲得鏡音鈴、連的軟件，2008年1月7日截止，1月10日公佈結果。
2008年2月25日，GOOD SMILE COMPANY的NENDOROID發表預定發售全高10cm的鏡音鈴人物模型。模型的面孔部分從PIAPRO用戶募集。
同年6月5日，網絡遊戲《魔法飛球》繼5月22日加入初音未來後，再加入鏡音鈴於遊戲中，活動期間的背景音樂也會改變。6月12日，則再加入鏡音連。
同年7月25日，VOLKS開始接受預訂鏡音鈴、連的人物模型，23cm高，母模設計製造為，PVC人物模型於2008年11月8日發售，一對10290日圓，已經售罄；樹脂人物模型於2009年5月23日發售，一對21000日圓。同日又發表於C74發售混合吧☆天然聲音feat.初音未來 1st Anniversary♪，收錄初音未來、鏡音鈴、連、MEIKO、KAITO的五首原創曲。
同年8月1日發表NENDOROID造形的初音未來、鏡音鈴、連預定會出現於世嘉的遊戲Virtua Fighter 5R。
同年8月下旬發表製作音樂遊戲《初音未來 -Project DIVA-》，鏡音鈴、連將會在遊戲中登場，遊戲製作公司會在PIAPRO中徵募歌曲、插畫和服裝設計。2009年7月2日發售，平台是PSP。
同年9月3日預定發售CD《squarewave surfers～memory of 8bit》，其中會收錄一首以act2製作的歌曲。
同年10月MAX FACTORY預定發售figma系列的鈴、連人物模型，鈴高約14cm，連高約15cm。
同年10月SEGA推出鏡音鈴的人物模型，這是選物販賣機（夾娃娃機）的獎品，鏡音連的人物模型（同樣是選物販賣機的獎品）於2010年11月推出。
同年11月5日MOLA Leopalace Z隊伍以鏡音鈴、連痛車（ACG系汽車塗彩）參加SUPER GT11月8日和9日於富士Speedway參與SUPER GT該屆的最終賽事，在全26隊中排名第6，並獲得隊伍、車手、監督等六項獎狀。另外，GOODSMILE RACING亦在2009年1月18日的「FSW新春7時間耐久賽」中使用鏡音鈴、連痛車為出戰賽車之一。
同年11月21日於PIAPRO發表募集迷你四驅車的設計，預定會將獲選作品製成迷你四驅車，另又募集迷你四驅車的歌曲。
同年12月27日，乘著鏡音鈴、連發售一週年，發表在PIAPRO徵集歌曲，獲選的作品將會由下田麻美翻唱，選拔結果已經公佈，CD《Prism》已於2009年6月10日發行。
2009年1月28日，初音未來、鏡音鈴、連與網站製作軟件「IBM Homepage Builder」合作，在合作活動中的購入者可下載專用插畫等。
同年6月29日，GOOD SMILE COMPANY發售1/8比例的人物模型，鈴高約17cm，連高約16cm，母模設計製造為。
2013年6月，GOOD SMILE COMPANY發售鏡音鈴、連append的NENDOROID。

### 商業發行的CD
| CD專輯名稱        | 演唱者／製作者 | 出版的唱片公司     | 發售日         |
| ----------------- | -------------- | ------------------ | -------------- |
|                   |                | EXIT TUNES         | 2010年12月22日 |
|                   |                | EXIT TUNES         | 2011年9月21日  |
| Vocalogemini      |                | EXIT TUNES         | 2012年4月4日   |
| Rink              |                | dmARTS             | 2012年4月25日  |
| LELELEGEND        |                | 日本Geneon環球娛樂 | 2011年12月21日 |
| EndlessroLL       |                | EXIT TUNES         | 2012年12月19日 |
| THE YELLOW TRACKS |                | VOCALOID RECORDS   | 2013年1月25日  |
|                   | Neru feat.     | EXIT TUNES         | 2013年3月6日   |
| Vocalotwinkle     |                | EXIT TUNES         | 2013年3月20日  |
| EVER DREAM        |                | team OS            | 2013年12月31日 |

| CD專輯名稱                                         | 演唱者／製作者              | 出版的唱片公司                                           | 發售日         |
| -------------------------------------------------- | --------------------------- | -------------------------------------------------------- | -------------- |
|                                                    |                             | AKIBA RECORDS                                            | 2008年3月6日   |
|                                                    |                             | MOER                                                     | 2008年12月3日  |
| new;Fable                                          | ave;new                     | ave;new                                                  | 2009年4月17日  |
| THE VERY BEST OF デッドボールP                     |                             | EXIT TUNES                                               | 2009年5月20日  |
| STARDOM                                            |                             | EXIT TUNES                                               | 2009年5月20日  |
| Vocalostar                                         |                             | EXIT TUNES                                               | 2009年6月17日  |
| 初音ミク -Project DIVA- Original Song Collection   |                             | ランティス                                               | 2009年7月22日  |
| 8 bit darling project ; DELUXE                     |                             | Bug Music Inc.                                           | 2009年8月19日  |
| STARDOM 2                                          |                             | EXIT TUNES                                               | 2009年8月19日  |
| THE COMPLETE BEST OF azuma                         |                             | EXIT TUNES                                               | 2009年12月2日  |
| Supernova                                          |                             | EXIT TUNES                                               | 2009年12月2日  |
| Vocalolegend                                       |                             | EXIT TUNES                                               | 2010年1月20日  |
| STARDOM 3                                          |                             | EXIT TUNES                                               | 2010年2月3日   |
|                                                    | sasakure.UK                 | JOINT RECORDS                                            | 2010年3月3日   |
| Supernova 2                                        |                             | EXIT TUNES                                               | 2010年3月3日   |
| magnet -favorites plus-                            |                             | MOER                                                     | 2010年3月10日  |
| VL-SCRAMBLE                                        |                             | King Records                                             | 2010年3月24日  |
| Vocalogenesis                                      |                             | EXIT TUNES                                               | 2010年5月19日  |
| Supernova 3                                        |                             | EXIT TUNES                                               | 2010年7月7日   |
| VOCAROCK collection                                |                             | FARM RECORDS                                             | 2010年7月21日  |
| 初音ミク -Project DIVA- 2nd NONSTOP MIX COLLECTION |                             | Sony Music Direct (Japan) Inc.                           | 2010年7月28日  |
| Vocaloanthems                                      |                             | EXIT TUNES                                               | 2010年9月15日  |
|                                                    |                             | 日本皇冠                                                 | 2010年9月15日  |
| VOCALOID LOVESONGS Girls Side                      |                             | MOER                                                     | 2010年9月22日  |
| 初音ミク sings ハルメンズ                          |                             | Victor Entertainment, Inc.                               | 2010年10月20日 |
| Cinnamon Philosophy                                | OSTER project feat.初音ミク | 5pb.Records                                              | 2010年10月27日 |
| VOCAROCK collection 2                              |                             | FARM RECORDS                                             | 2010年12月15日 |
| Supernova 4                                        |                             | EXIT TUNES                                               | 2010年12月15日 |
|                                                    |                             | MOER                                                     | 2010年12月22日 |
|                                                    |                             | BinaryMixx Records                                       | 2011年1月5日   |
| Vocalonexus                                        |                             | EXIT TUNES                                               | 2011年1月19日  |
|                                                    |                             | MOER                                                     | 2011年3月9日   |
|                                                    |                             | Sony Music Direct (Japan) Inc.                           | 2011年6月22日  |
|                                                    |                             | Sony Music Direct (Japan) Inc.                           | 2011年6月22日  |
| Vocalonation                                       |                             | EXIT TUNES                                               | 2011年7月6日   |
| Cosmo-Loid                                         |                             | U-Rythmix records                                        | 2011年8月12日  |
| THE VOCALOID produced by Yamaha                    |                             | YAMAHA MUSIC COMMUNICATIONS CO.,LTD.（VOCALOID RECORDS） | 2011年9月14日  |
|                                                    |                             | Victor Entertainment, Inc.                               | 2011年9月28日  |
| universe                                           |                             | BinaryMixx Records                                       | 2011年10月5日  |
| Vocalocluster                                      |                             | EXIT TUNES                                               | 2011年10月19日 |
| GOSSIP CATS                                        | OSTER"BIG BAND"project      | BALLOOM                                                  | 2011年10月19日 |
|                                                    |                             | dmARTS                                                   | 2011年10月26日 |
|                                                    |                             | Victor Entertainment, Inc.                               | 2011年10月26日 |
| Glorious World                                     |                             | EXIT TUNES                                               | 2011年11月2日  |
|                                                    |                             | Sony Music Direct (Japan) Inc.                           | 2011年11月9日  |
| V love 25〜Aperios〜                               |                             | BinaryMixx Records                                       | 2011年11月16日 |
| Noël-Loid                                          |                             | U-Rythmix records                                        | 2011年11月18日 |
|                                                    | The 39s                     | BALLOOM                                                  | 2011年11月30日 |
| VOCAROCK collection 3                              |                             | FARM RECORDS                                             | 2011年12月7日  |
| 初音ミク DANCE REMIX vol.1                         |                             | Victor Entertainment, Inc.                               | 2011年12月7日  |
|                                                    |                             | BALLOOM                                                  | 2011年12月14日 |
|                                                    |                             | 日本古倫美亞                                             | 2011年12月21日 |
| VOCALO APPEND                                      |                             | FARM RECORDS                                             | 2012年1月11日  |
| Vocalodream                                        |                             | EXIT TUNES                                               | 2012年1月18日  |
|                                                    |                             | dmARTS                                                   | 2012年1月18日  |
|                                                    |                             | EMI音樂 (日本)                                           | 2012年2月29日  |
| V love 25〜Brave Heart〜                           |                             | BinaryMixx Records                                       | 2012年3月14日  |
|                                                    |                             | VOCALOID RECORDS                                         | 2012年3月14日  |
| LAST COLOR                                         |                             | EXIT TUNES                                               | 2012年3月21日  |
| 小室哲哉 meets VOCALOID                            |                             | avex trax                                                | 2012年3月28日  |
|                                                    | sasakure.UK                 | UMAA                                                     | 2012年4月11日  |
|                                                    |                             | Avex Marketing Inc.                                      | 2012年4月25日  |
|                                                    |                             | U-Rythmix records                                        | 2012年4月27日  |
|                                                    |                             | 日本皇冠                                                 | 2012年5月23日  |
| ELECTLOID                                          |                             | FARM RECORDS                                             | 2012年6月6日   |
| V love 25〜cantabile〜                             |                             | BinaryMixx Records                                       | 2012年6月13日  |
| from Neverland 〜Best of Nem〜                     |                             | EXIT TUNES                                               | 2012年6月20日  |
| Casino!                                            |                             | EXIT TUNES                                               | 2012年6月20日  |
|                                                    |                             | dmARTS                                                   | 2012年6月27日  |
| VOCALOUD 00                                        |                             | YAMAHA MUSIC COMMUNICATIONS CO.,LTD.                     | 2012年6月27日  |
| 坊歌ろいど 〜水の巻〜                              |                             | U-Rythmix records                                        | 2012年7月6日   |
| I love Visualizm                                   |                             | Victor Entertainment, Inc.                               | 2012年7月25日  |
| Vocaloconnection                                   |                             | EXIT TUNES                                               | 2012年8月1日   |
|                                                    |                             | EXIT TUNES                                               | 2012年8月15日  |
|                                                    | PolyphonicBranch            | BinaryMixx Records                                       | 2012年9月5日   |
| V love 25〜Desire〜                                |                             | BinaryMixx Records                                       | 2012年9月19日  |
|                                                    |                             | EMI                                                      | 2012年9月26日  |
|                                                    |                             | Victor Entertainment, Inc.                               | 2012年10月24日 |
| VOCAROCK collection 4                              |                             | FARM RECORDS                                             | 2012年11月28日 |
| POP★sTAR the VOCALOID                              |                             | VOCALOID RECORDS                                         | 2012年12月19日 |
| Noel-Loid2                                         |                             | U-Rythmix records                                        | 2012年12月21日 |
| V Love 25 〜Exclamation〜                          |                             | BinaryMixx Records                                       | 2013年1月9日   |
|                                                    |                             |                                                          | 2013年1月23日  |
| vocantabile 〜storia〜                             |                             | TEAM Entertainment                                       | 2013年1月30日  |
| Vocalosensation                                    |                             | EXIT TUNES                                               | 2013年2月20日  |
| 初音ミク -Project DIVA- F Complete Collection      |                             | Sony Music Direct (Japan) Inc.                           | 2013年3月6日   |
| 5th ANNIVERSARY BEST                               |                             | HPQ                                                      | 2013年3月6日   |
|                                                    |                             | EXIT TUNES                                               | 2013年4月17日  |
| V Love 25 〜Fortune〜                              |                             | BinaryMixx Records                                       | 2013年4月24日  |

### 网络发行（KarenT）
| 专辑                                         | 艺术家                   | 发行日         |
| -------------------------------------------- | ------------------------ | -------------- |
|                                              | トラボルタ               | 2008年12月18日 |
| Fragments                                    | Dixie Flatline           | 2009年2月19日  |
| リンのぜんぶ!!                               | ジェバンニp              | 2009年2月19日  |
| Virtual Songs                                |                          | 2009年2月19日  |
| SIGNALOID BOX                                | シグナルP                | 2009年3月11日  |
| BOTCH UP                                     |                          | 2009年3月18日  |
| delicious                                    | minato                   | 2009年3月25日  |
| crystaL                                      | HzEdge（crystal P）      | 2009年4月9日   |
| STYLE.TUNE                                   | SHUN                     | 2009年4月17日  |
|                                              |                          | 2009年4月20日  |
|                                              | 光収容                   | 2009年6月3日   |
| Evils Theater                                | mothy                    | 2009年6月17日  |
|                                              |                          | 2009年6月17日  |
|                                              | minao                    | 2009年6月24日  |
| Butterfly                                    |                          | 2009年7月8日   |
| crow's-nest                                  | U-ta/ウタP               | 2009年7月15日  |
| DATE tunes                                   | DATEKEN                  | 2009年7月29日  |
|                                              | キャプテンミライ         | 2009年8月26日  |
| CORE                                         | AVTechNO!                | 2009年9月16日  |
|                                              |                          | 2009年9月23日  |
| CHOM-P BEST TRAX!                            | TakeponG                 | 2009年10月20日 |
|                                              |                          | 2009年11月11日 |
| Volatile                                     |                          |                |
| Rise of Dark 〜 MRH featuring VOCALO FAMILY  |                          | 2009年12月9日  |
|                                              | HzEdge（クリスタルP）    | 2009年12月27日 |
|                                              | U-ta/ウタP               | 2009年12月27日 |
| LEO 〜 twins 2nd anniversary 〜              | harunacute               | 2009年12月27日 |
|                                              |                          | 2009年12月27日 |
| 14                                           | NATARIE IN THE DREAM     | 2009年12月27日 |
|                                              |                          | 2009年12月27日 |
|                                              |                          | 2009年12月27日 |
| リンのてつがく!!                             |                          | 2009年12月27日 |
| ワン★オポ!vol.01                             | Wonderful★opportunity!   | 2009年12月27日 |
|                                              | AVTechNO!                | 2010年1月20日  |
| NELNELNEL                                    | AVTechNO!                | 2010年1月20日  |
|                                              | TOKOTOKO（西沢さんP）             | 2010年3月3日   |
| free                                         | AVTechNO!                | 2010年3月10日  |
| WATERISE:                                    | NATARIE IN THE DREAM     | 2010年3月17日  |
|                                              | HzEdge（）               | 2010年3月24日  |
|                                              |                          | 2010年3月24日  |
|                                              |                          | 2010年3月24日  |
|                                              |                          | 2010年3月24日  |
|                                              | Wonderful★opportunity!   | 2010年3月24日  |
|                                              | Plutonius(ハヤカワP)     | 2010年3月24日  |
|                                              |                          | 2010年3月24日  |
| R_in_mono.ep                                 |                          | 2010年4月2日   |
|                                              | つるつる                 | 2010年4月7日   |
| のろいのめか゛ね ～ stray girl in her lenses |                          | 2010年4月14日  |
|                                              |                          | 2010年4月14日  |
| fate of・・・                                |                          | 2010年4月23日  |
| AIMS                                         | shu-t                    | 2010年5月4日   |
|                                              | m@rk                     | 2010年5月21日  |
|                                              |                          | 2010年6月9日   |
|                                              | Wonderful★opportunity!   |                |
| シニシズム                                   |                          | 2010年7月9日   |
| forest, refrain                              | PHOENIX Project          | 2010年7月14日  |
| くぁｗせｄｒｆｔｇｙふじこｌｐ               | ∀studio                  | 2010年7月31日  |
| Red Guns and Black Roses                     |                          | 2010年7月31日  |
| EVILS FOREST                                 | mothy                    | 2010年8月10日  |
| Wonderland                                   |                          | 2010年8月18日  |
| retimer                                      |                          | 2010年10月11日 |
|                                              | iroha (sasaki)           | 2010年10月13日 |
|                                              |                          | 2010年10月20日 |
|                                              |                          |                |
|                                              |                          |                |
| MIDI MASTER!!                                | Wonderful★opportunity!   | 2010年10月27日 |
| Knife                                        |                          | 2010年10月29日 |
| Darkness Six                                 | AVTechNO!                | 2010年11月2日  |
| Tone color                                   | AVTechNO!                | 2010年11月10日 |
|                                              | PolyphonicBranch         | 2010年11月10日 |
|                                              |                          | 2010年11月19日 |
|                                              |                          | 2010年11月26日 |
|                                              |                          | 2010年12月3日  |
|                                              |                          | 2010年12月8日  |
| Quarter                                      | Junky                    | 2010年12月15日 |
|                                              |                          | 2010年12月15日 |
|                                              |                          | 2010年12月17日 |
|                                              |                          |                |
|                                              |                          |                |
|                                              | Plutonius(ハヤカワP)     | 2010年12月20日 |
|                                              |                          | 2010年12月27日 |
| crystaL-before-                              | HzEdge（）               |                |
|                                              |                          |                |
| White Flower～all my Love～                  | キッドP                  |                |
| D.A. technology -remixes-                    | DATEKEN                  |                |
| D.A. technology                              | DATEKEN                  |                |
| ワン★オポ！vol.03                            | Wonderful★opportunity!   |                |
| ワン★オポ！vol.02                            | Wonderful★opportunity!   |                |
|                                              | いーえるP @ TinySymphony | 2011年1月12日  |
| AVTechNO↑                                    | AVTechNO!                | 2011年1月19日  |
| セピアレコード                               | ぽわぽわP                | 2011年1月21日  |
| TKp product pure                             | テラ小室P                | 2011年1月26日  |
| COLORS                                       | NATARIE IN THE DREAM     | 2011年2月2日   |
| Alato minimo                                 |                          | 2011年2月14日  |
|                                              |                          | 2011年2月14日  |
| Plus/Space                                   | AVTechNO!                | 2011年2月18日  |
| （Come Together）                            |                          | 2011年2月18日  |
|                                              | Wonderful★opportunity!   | 2011年2月18日  |
| Progressive Android                          | YS                       | 2011年2月23日  |
| chocolatiere                                 | るなちゅ                 | 2011年3月2日   |
| ワン☆オポ！vol.04                            | Wonderful★opportunity!   | 2011年3月18日  |
| cloud                                        | E.L.V.N                  | 2011年3月18日  |
| バフォメット                                 | kiichi                   | 2011年4月6日   |
| やしまユニテ                                 | kiichi                   | 2011年4月6日   |
|                                              |                          | 2011年4月13日  |
| nostalgia                                    |                          |                |
|                                              |                          | 2011年4月15日  |
|                                              | AVTechNO!                | 2011年4月27日  |
|                                              | AVTechNO!                | 2011年5月11日  |
|                                              | arata                    | 2011年5月18日  |
| Mebius Hole                                  | ゆう                     | 2011年5月25日  |
| clocks                                       |                          | 2011年5月30日  |
| Forest                                       | NATARIE IN THE DREAM     | 2011年6月15日  |
| Re:                                          | フェイP                  | 2011年6月15日  |
| かげろう                                     | キッドP                  | 2011年6月20日  |
| Smile Knight EP                              | kiichi                   | 2011年6月22日  |
| Tired of the World                           | YS                       | 2011年6月24日  |
|                                              |                          | 2011年6月29日  |
|                                              |                          |                |
| freesiafarm D.R.G.                           | G@POPO                   |                |
|                                              | Wonderful★opportunity!   | 2011年8月3日   |
| DigiStyling                                  |                          | 2011年8月3日   |
|                                              |                          | 2011年8月24日  |
|                                              | AETA(イータ)                   | 2011年8月31日  |
| EVILS COURT                                  | mothy                    | 2011年9月2日   |
| unhopeless utopia EP                         | TakeponG                 | 2011年9月2日   |
| LUST DOLL                                    | AVTechNO!                | 2011年9月7日   |
|                                              | Wonderful★opportunity!   | 2011年9月14日  |
| CRYONICS                                     | AVTechNO!                | 2011年9月21日  |
|                                              |                          | 2011年9月21日  |
| Trump                                        |                          | 2011年9月21日  |
| 8HIT                                         | Wonderful★opportunity!   | 2011年10月5日  |
|                                              | AVTechNO!                | 2011年10月12日 |
|                                              | HzEdge（）               | 2011年10月24日 |
| tete-a-tete                                  | OSTER project            | 2011年10月24日 |
| Season's+                                    |                          | 2011年11月21日 |
|                                              | X-Plorez                 | 2011年11月30日 |
| Aquila                                       | ELECTROCUTICA            | 2011年12月9日  |
|                                              |                          | 2011年12月19日 |
|                                              | Neru                     | 2011年12月21日 |
|                                              | cosMo@暴走P              | 2011年12月21日 |
|                                              |                          | 2011年12月21日 |
| uniStage                                     |                          | 2011年12月21日 |
|                                              | KulfiQ                   | 2011年12月21日 |
|                                              |                          | 2011年12月21日 |
| h.u.m.a.n.i.t.y.                             | AETA(イータ)                   | 2011年12月21日 |
| Yellow&yelloW                                | koushirou                | 2011年12月21日 |
|                                              |                          | 2011年12月21日 |
|                                              |                          | 2011年12月21日 |
|                                              |                          | 2011年12月21日 |
| My enhancer                                  |                          | 2011年12月21日 |
| Song for you                                 | As'257G                  | 2011年12月21日 |
| Extended POWER! Version3                     |                          | 2011年12月21日 |
|                                              | D.S.L                    | 2011年12月21日 |
|                                              | TakeponG                 | 2011年12月21日 |
|                                              |                          | 2011年12月21日 |
| POINT OF THE GLANCE - Another Ver            |                          | 2011年12月21日 |
|                                              |                          | 2011年12月21日 |
| Season's                                     |                          | 2011年12月21日 |
| SONG LINE                                    | T-POCKET                 | 2011年12月26日 |
| Dead Ball Project vol.2                      |                          | 2012年1月18日  |
| Dead Ball Project vol.5                      |                          | 2012年1月18日  |
| Arbitrary Road                               |                          | 2012年1月19日  |
| luminosity                                   | D.S.L                    | 2012年1月19日  |
|                                              |                          | 2012年1月25日  |
|                                              | Wonderful★opportunity!   | 2012年2月1日   |
| CLOSE*2                                      | kagomeP                  | 2012年2月15日  |
|                                              |                          | 2012年3月29日  |
| all my Ballads〜Forever Love〜               |                          |                |
|                                              |                          |                |
|                                              |                          | 2012年5月14日  |
|                                              | Plutonius()              | 2012年5月18日  |
| VOCALO.ID                                    | VOCALO.ID                | 2012年5月23日  |
| Casino!                                      |                          | 2012年7月4日   |
| semitranslucent                              | andromeca                | 2012年7月13日  |
|                                              | kiichi                   | 2012年7月25日  |
| IVVVI                                        | AVTechNO!                | 2012年8月2日   |
|                                              |                          | 2012年8月29日  |
|                                              | Last Note.               |                |
|                                              |                          | 2012年9月5日   |
| Fruits Mix                                   |                          | 2012年9月7日   |
| crystaL-from,next-                           | HzEdge（）               | 2012年9月7日   |
|                                              | Wonderful★opportunity!   | 2012年9月26日  |
| Bottle Music                                 |                          | 2012年10月3日  |
|                                              |                          | 2012年10月5日  |
|                                              |                          | 2012年10月10日 |
|                                              |                          | 2012年10月31日 |
|                                              |                          |                |
| Halloween in Prison                          |                          |                |
| KOLLECTION+OI                                | ELECTROCUTICA            | 2012年11月10日 |
|                                              | ＳｏｌＰｉｅ ｐ          | 2012年11月21日 |
|                                              | HzEdge（）               | 2012年11月26日 |
|                                              |                          | 2012年12月20日 |
|                                              |                          |                |
| Fallin' Down                                 |                          |                |
|                                              | AETA(イータ)                   |                |
| discoloration world                          | D.S.L                    |                |
| BLACK CHRISTMAS                              | YS                       |                |
| NICE MATCHING!                               |                          |                |
|                                              |                          |                |
|                                              |                          |                |
|                                              |                          |                |
|                                              | Wonderful★opportunity!   | 2012年12月26日 |
| Your                                         | AVTechNO!                | 2013年1月9日   |